# Amílcar I de Cartago
Amílcar (púnico: 𐤇𐤌𐤋𐤊, ḥmlk) foi um rei da dinastia Magônida de Cartago entre 510 A.C. e 480 A.C. Entre suas mais notórias ações estão a assinatura de um tratado comercial com Roma Antiga em 509 A.C., conquistas cartaginesas sobre antigas colônias fenícias e regiões no norte africano, além de seu envolvimento na primeira guerra Greco-Punica, na qual ao se contrapor aos gregos morreu na Batalha de Hímera (480 a.C.). Seu fracasso, naquela que até então era a maior expedição além-mar cartaginesa, levou a um enfraquecimento do poderio militar de seu povo e consequentemente a uma redução da autoridade real em Cartago.